# Ir ha-Karmel
Ir ha-Karmel (littéralement en hébreu: עִיר הַכַּרְמֶל) est une ville située dans le nord d'Israël, ayant existé de 2003 à 2008.

## Histoire
En 2003, le ministre de l'Intérieur Avraham Poraz (en) annonce un projet de regroupement de plusieurs municipalités. Les deux villes druzes de Daliat el Karmel et Isfiya (en) sont fusionnées pour devenir une seule ville, initialement connue sous le nom de Daliyat al-Karmel-Isfiya, puis rebaptisée Carmel City en 2005.
Cependant, de nombreux habitants se sont opposés à la fusion. Les habitants n'ont pas accepté la nouvelle ville, continuant à se désigner comme étant de Daliat el Karmel ou d'Isfiya. L'opposition la plus forte est venue d'Isfiya et, en février 2008, les habitants ont annoncé leur intention de rejoindre le parti Kadima afin d'éliminer la direction de Kadima par le biais de primaires et d'annuler la fusion.
Le 5 novembre 2008, la Knesset a approuvé l'annulation de la fusion avant les élections municipales du 11 novembre 2008, bien que la séparation n'ait pris effet que le 1er décembre 2008 et que de nouvelles élections aient eu lieu en juin 2009. Les deux villes d'origine sont redevenues des municipalités distinctes.

## Politique
Le premier et unique maire de la ville de Carmel était Akram Hasson. Pendant la période intérimaire entre l'approbation de la scission et les nouvelles élections, l'ancien général Gabi Ophir a été nommé maire.

## Population
Selon le Bureau central des statistiques israélien, la population de la ville de Carmel était de 24 900 habitants à la fin de 2007, avec une majorité druze et une minorité chrétienne.